# Sant Adrià de Besòs
Sant Adrià de Besòs är en ort och kommun i Spanien.   Den ligger i provinsen Província de Barcelona och regionen Katalonien, i den östra delen av landet, 500 km öster om huvudstaden Madrid. Sant Adrià de Besòs ligger 17 meter över havet och antalet invånare är 33 761.
Terrängen runt Sant Adrià de Besòs är kuperad åt nordväst, men åt sydväst är den platt. Havet är nära Sant Adrià de Besòs åt sydost.  Närmaste större samhälle är Barcelona, 6,8 km sydväst om Sant Adrià de Besòs. 